# Affaire de Neuchâtel

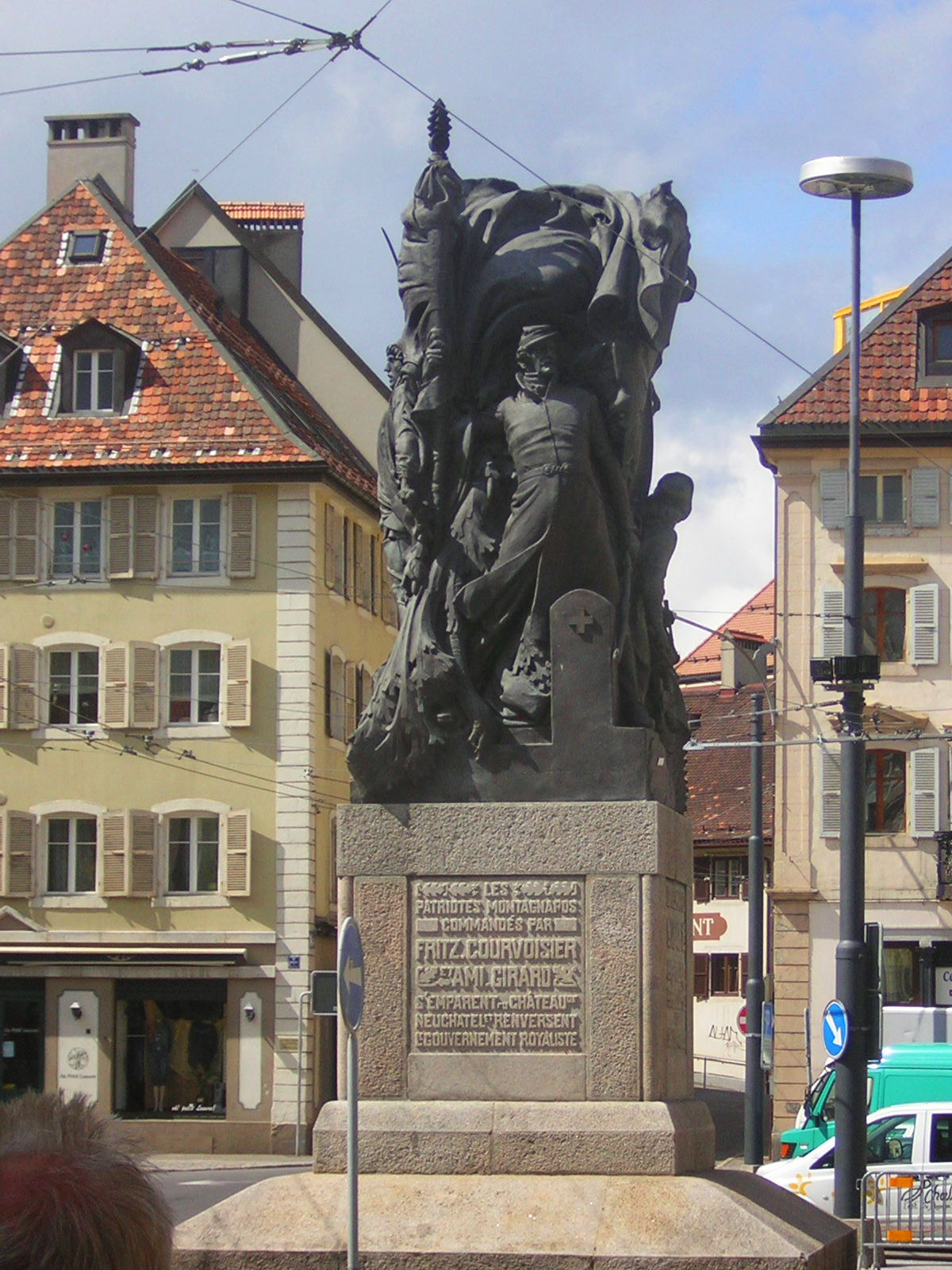
Monument commémoratif, à La Chaux-de-Fonds.

 (juillet 2015).
Si vous disposez d'ouvrages ou d'articles de référence ou si vous connaissez des sites web de qualité traitant du thème abordé ici, merci de compléter l'article en donnant les références utiles à sa vérifiabilité et en les liant à la section « Notes et références ».
L'affaire de Neuchâtel concerne le coup d'État monarchiste de 1856 et la crise entre la Suisse et la Prusse qui s'ensuivit.

## Contexte
La principauté de Neuchâtel et le comté de Valangin avaient choisi le roi de Prusse comme souverain lorsque la dynastie des Orléans-Longueville s'était éteinte en 1707. Ce choix avait été dicté par l'éloignement du souverain qui devait ainsi garantir une large autonomie locale.
En 1814, au traité de Vienne, le canton de Neuchâtel est rattaché à la Confédération suisse tout en réaffirmant la suzeraineté du roi de Prusse sur la région. Lors des révolutions de 1848, les Neuchâtelois proclament la République sans que le roi de Prusse ne réagisse. Néanmoins un parti monarchiste subsiste dans le canton et un groupe d'insurgés s'empare du château de Neuchâtel durant la nuit du 2 au 3 septembre 1856, emprisonnant quatre conseillers d'État. La Chaux-de-Fonds et le haut du canton ne reconnaissent pas le coup d'État et une contre-attaque des républicains, menée par Ami Girard, permet de reprendre le château et d'arrêter plus de cinq cents monarchistes.

## Déroulement de l'Affaire
Face à ces événements, le roi de Prusse réagit et menace d'envahir la Suisse pour défendre ses droits. Le Conseil fédéral vote une intervention fédérale et décide la levée d'un emprunt national de 6 millions de francs suisses pour organiser la défense. La réaction dépasse ses espérances, en quelques jours ce sont 100 millions de francs suisses qui sont rassemblés. Le 27 décembre, le général Guillaume Henri Dufour, qui avait mené avec succès les troupes fédérales lors de la guerre du Sonderbund en 1847, est à nouveau à la tête de l'armée fédérale et chargé d'occuper la frontière du Rhin.
Peu désireuses de voir les troupes prussiennes franchir le fleuve, les puissances européennes, menées par Napoléon III, proposent une médiation avec succès. Du 5 mars au 26 mai 1857, un congrès européen réunissant à Paris les plénipotentiaires de l'Autriche, de la France et du Royaume-Uni, obtient du roi Frédéric-Guillaume IV de Prusse sa renonciation pleine et entière à ses droits anciens de prince de Neuchâtel. Le 26 mai 1857, un traité est conclu à Paris au terme de négociations conduites du côté suisse par le ministre Jean-Conrad Kern qui défend avec succès les intérêts et l'honneur de la Suisse. Le traité dispose que les insurgés sont amnistiés, que les frais sont pris en charge par l'État fédéral et que le roi de Prusse renonce à ses prétentions sur le canton de Neuchâtel. Le 19 juin 1857, le roi de Prusse délie solennellement les Neuchâtelois de leur serment de fidélité.